# Konsumentverket (Sverige)
För den finländska myndigheten, se Konsumentverket (Finland)

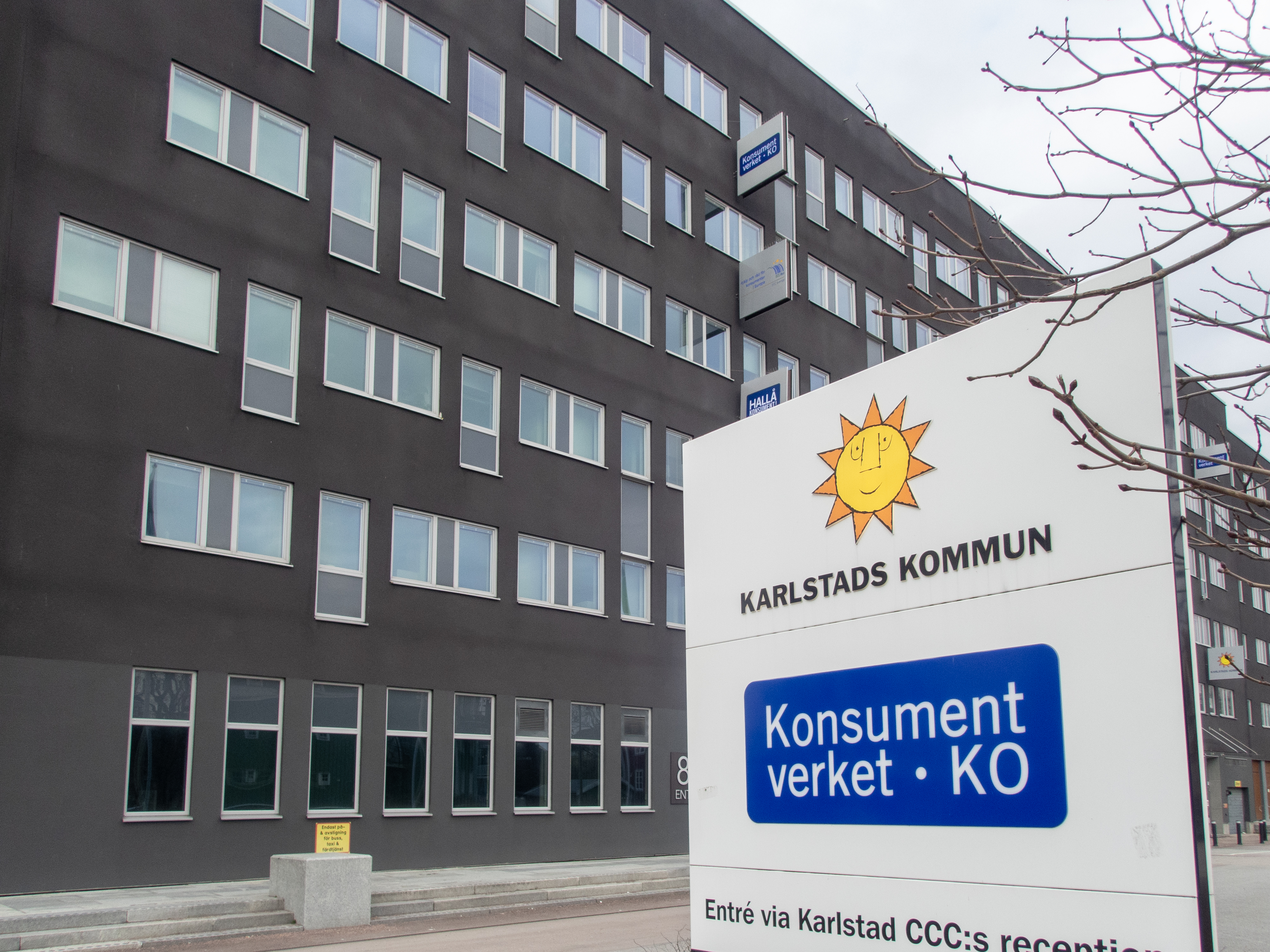
Konsumentverket i Karlstad

Konsumentverket i Sverige är en statlig förvaltningsmyndighet för konsumentfrågor. Myndigheten sorterar under Finansdepartementet.

## Historik
Konsumentverket har anor i Hemmens forskningsinstitut (HFI) som grundades 1944 och i Aktiv hushållning som grundades 1940. Hemmens forskningsinstitut grundades med syfte att rationalisera hem- och hushållsarbetet i hemmen och Aktiv hushållning var en avdelning inom Statens Informationsstyrelse med syfte att meddela råd och upplysningar i hushållsfrågor till allmänheten och underlätta hemmens anpassning till krishushållningen under andra världskriget. Hemmens forskningsinstitut slogs samman med Aktiv hushållning 1954. 
HFI förstatligades 1957 och fick namnet Statens institut för konsumentfrågor (kort Konsumentinstitutet). År 1973 slogs Statens institut för konsumentfrågor ihop med Statens konsumentråd och Varudeklarationsnämnden. Den nya institutionen fick namnet Konsumentverket. 1976 slogs Konsumentverket ihop med KO-ämbetet. 
År 2005 togs ett omlokaliseringsbeslut och sedan 2007 har Konsumentverket sin verksamhet förlagd till Karlstad.

## Generaldirektörer och chefer
- 1973–1976: Lars Ag
- 1976–1983: Sven Heurgren
- 1983–1988: Laila Freivalds
- 1989–2000: Axel Edling
- 2000–2006: Karin Lindell
- 2006–2007: Håkan Sandesjö
- 2007–2016: Gunnar Larsson
- 2016–: Cecilia Tisell

## Ansvar och verksamhet
Konsumentverket är förvaltningsmyndighet för konsumentfrågor och ska särskilt svara för att de konsumentskyddande regler som ligger inom myndighetens tillsynsansvar följs och att konsumenter har tillgång till information i den mån ingen annan myndighet har den uppgiften. Myndigheten ska även stödja och vara pådrivande i integreringen av konsumentaspekter i annan statlig verksamhet. 

## Organisation
Konsumentverket är en enrådighetsmyndighet. Verket leds alltså av en myndighetschef. Vid myndigheten finns också ett insynsråd. Generaldirektören är myndighetschef och konsumentombudsman (KO).
Konsumentverket vägleder konsumenter och svarar på frågor om köp av varor och tjänster, reklamationer och andra konsumentproblem. En del av konsumentvägledningen är Konsument Europa, som delfinansieras av  Europeiska kommissionen och ingår i nätverket European Consumer Centre.
Konsumentverket ligger i Karlstad och har cirka 180 anställda. Konsumentverkets kontor ligger på Tage Erlandergatan 8A, i samma hus som Karlstad Congress Culture Centre.

## Konsumentverkets författningssamling
Konsumenträtten regleras i grunden av lagar och förordningar. Konsumentverkets författningssamling är ett komplement till dessa. Författningssamlingen består av föreskrifter och allmänna råd. Föreskrifterna är bindande medan de allmänna råden tjänar som vägledning.